# Championnat de France de futsal 2018-2019
Navigation
Saison 2017-2018 Saison 2019-2020
La saison 2018-2019 de Division 1 Futsal est la douzième édition du Championnat de France de futsal organisé par la Fédération française de football, la sixième sous ce format à un seul groupe. Le premier niveau du futsal français oppose treize clubs en une série de vingt-quatre rencontres jouées de septembre 2018 à mai 2019.
Finaliste la saison précédente, le Toulon ÉF remporte la phase régulière devant l'ambitieux promu ACCES FC. Les deux clubs se retrouvent en finale et le classement est respecté. Le tenant du titre, le Kremlin-Bicêtre futsal, est éliminé en demi-finale.
Pour la première fois depuis trois éditions, les relégables sont tous déterminés sur le terrain. Classés aux onzième et douzième places, le promu Beaucaire et le Bastia AF sont relégués en Division 2. Les clubs relégués sont remplacés pour l'édition suivante par les deux promus de D2.

## Format de la compétition
Le championnat de D1 est constitué de douze équipes qui s'affrontent en matchs aller-retour (tournoi toutes rondes). Abandonnée dans un premier temps, la phase finale est conservée pour cette saison et oppose les quatre premiers du classement en tournoi à élimination directe.
Le champion de France est qualifié pour la Ligue des champions de l'UEFA la saison suivante.
Les clubs classés aux onzième et douzième places sont relégués en D2 pour la saison suivante.

## Clubs participants
ACCES FC et Beaucaire Futsal sont promus après avoir remporté leurs groupes de Division 2 respectifs. Le KB futsal et Garges Djibson ont participé à toutes les éditions du championnat de France.
| \| Toulon EF Nantes MF Roubaix AFS UJS Toulouse FC béthunois Bastia AF Beaucaire Futsal \| Les clubs 2018-2019 |
| Toulon EF Nantes MF Roubaix AFS UJS Toulouse FC béthunois Bastia AF Beaucaire Futsal                           |

| \| Kremlin-Bicêtre Garges Djibson ASC SC Paris Paris ACASA ACCES FC \| Localisation des clubs franciliens. |
| Kremlin-Bicêtre Garges Djibson ASC SC Paris Paris ACASA ACCES FC                                           |

| KB futsal                                                          | 2002 | 12e | 2007 | Champion    | Johann Legeay                                               | Gymnase Ducasse, Le Kremlin-Bicêtre                                              |
| Toulon EF                                                          | 2008 | 8e  | 2011 | Finaliste   | Karim Deman                                                 | Palais des sports, Toulon                                                        |
| Garges Djibson                                                     | 2008 | 12e | 2007 | Demi-finale | Sérgio Benatti                                              | Gymnase Allende-Neruda, Garges-lès-Gonesse                                       |
| SC Paris                                                           | 1984 | 11e | 2008 | Demi-finale | Sito Rivera (it) Rodolphe Lopes                             | Halle Georges-Carpentier 2, Paris                                                |
| Paris ACASA                                                        | 2006 | 2e  | 2017 | 5e          | Ricardo de Souza                                            | Gymnase des Fillettes, Paris                                                     |
| Nantes MF                                                          | 2017 | 12e | 2017 | 6e          | Fabrice Gacougnole                                          | Gymnase du Vigneau, Saint-Herblain Gymnase Gaston-Turpin, Nantes                 |
| Roubaix AFS                                                        | 2002 | 4e  | 2016 | 7e          | Ahmed Aït-Salah                                             | Salle Raymond-Dubly, Roubaix Vélodrome couvert régional Jean-Stablinski, Roubaix |
| UJS Toulouse                                                       | 1991 | 2e  | 2017 | 8e          | Hector Nunez                                                | Gymnase la Faourette, Toulouse                                                   |
| Béthune Futsal                                                     | 2002 | 9e  | 2010 | 9e          | Aldo Canetti                                                | Salle Henri-Louchart, Béthune                                                    |
| Bastia Agglo Futsal                                                | 2013 | 4e  | 2015 | 10e         | Rui Dos Santos                                              | Complexe sportif, Borgo                                                          |
| ACCES FC                                                           | 2008 | 1re | 2018 | 1er D2 A    | Carlos César Nunez Gago Francesco Cipolla (it) Pepe Narvaez | Centre sportif Philippe-Cattiau, Villeneuve-la-Garenne                           |
| Beaucaire Futsal                                                   | 2007 | 1re | 2018 | 1er D2 B    | Yohan Soum                                                  | Gymnase Angelo-Parisi, Beaucaire                                                 |
| - Tenant du titre - Demi-finaliste 2017-2018 - Promu de Division 2 |      |     |      |             |                                                             |                                                                                  |

## Saison régulière

### Classement
| Rang | Équipe                   | Pts | J  | G  | N | P  | Bp  | Bc  | Diff |
| ---- | ------------------------ | --- | -- | -- | - | -- | --- | --- | ---- |
| 1    | Toulon ÉF                | 53  | 22 | 17 | 2 | 3  | 84  | 54  | +30  |
| 2    | ACCES FC P               | 52  | 22 | 16 | 4 | 2  | 117 | 42  | +75  |
| 3    | Kremlin-Bicêtre futsal T | 44  | 22 | 13 | 5 | 4  | 87  | 59  | +28  |
| 4    | Nantes MF                | 42  | 22 | 13 | 3 | 6  | 86  | 49  | +37  |
| 5    | SC Paris C               | 39  | 22 | 12 | 3 | 7  | 96  | 82  | +14  |
| 6    | Béthune Futsal           | 31  | 22 | 10 | 1 | 11 | 86  | 86  | 0    |
| 7    | Garges Djibson           | 29  | 22 | 8  | 5 | 9  | 74  | 62  | +12  |
| 8    | Roubaix AFS              | 28  | 22 | 9  | 1 | 12 | 52  | 75  | -23  |
| 9    | UJS Toulouse             | 19  | 22 | 5  | 4 | 13 | 53  | 83  | -30  |
| 10   | Paris ACASA              | 19  | 22 | 6  | 2 | 14 | 67  | 100 | -33  |
| 11   | Beaucaire Futsal P       | 18  | 22 | 5  | 3 | 14 | 80  | 105 | -25  |
| 12   | Bastia AF                | 1   | 22 | 1  | 1 | 20 | 36  | 121 | -85  |

### Résultats
| Résultats (dom.\ext.)                                      | TEF | Acc. | KBU | Nan. | SCP | Bét. | Gar. | Rou. | UJS | Par. | Beau. | Bas. |
| Toulon ÉF                                                  |     | 6-3  | 6-2 | 5-4  | 2-4 | 4-2  | 2-1  | 2-1  | 6-1 | 4-5  | 7-4   | 4-0  |
| ACCES FC P                                                 | 4-1 |      | 3-3 | 3-3  | 4-4 | 8-0  | 5-0  | 6-1  | 6-1 | 3-0  | 10-5  | 10-0 |
| Kremlin-Bicêtre futsal T                                   | 3-3 | 3-1  |     | 4-3  | 2-2 | 6-3  | 2-1  | 4-0  | 7-1 | 4-3  | 6-3   | 3-1  |
| Nantes MF                                                  | 0-1 | 3-4  | 3-3 |      | 0-3 | 5-2  | 3-2  | 3-2  | 3-2 | 6-3  | 9-3   | 5-0  |
| SC Paris                                                   | 3-4 | 7-9  | 5-4 | 0-6  |     | 1-3  | 5-10 | 3-2  | 7-1 | 4-3  | 7-4   | 8-0  |
| Béthune Futsal                                             | 4-5 | 0-5  | 1-4 | 3-2  | 6-4 |      | 2-5  | 6-0  | 6-0 | 7-4  | 6-5   | 7-3  |
| Garges Djibson                                             | 3-6 | 1-1  | 3-5 | 2-2  | 3-3 | 3-2  |      | 2-3  | 2-2 | 4-5  | 7-2   | 4-0  |
| Roubaix AFS                                                | 1-3 | 0-7  | 2-6 | 1-5  | 2-3 | 4-3  | 3-2  |      | 2-5 | 8-3  | 3-3   | 2-0  |
| UJS Toulouse                                               | 2-3 | 1-4  | 3-3 | 1-5  | 2-8 | 4-4  | 1-6  | 3-4  |     | 7-2  | 1-2   | 6-0  |
| Paris ACASA                                                | 4-4 | 1-4  | 4-3 | 2-7  | 3-5 | 3-8  | 1-4  | 3-6  | 0-3 |      | 5-2   | 4-4  |
| Beaucaire Futsal P                                         | 2-4 | 2-4  | 6-2 | 1-4  | 8-4 | 5-2  | 4-4  | 2-3  | 3-3 | 3-5  |       | 3-5  |
| Bastia AF                                                  | 1-2 | 0-13 | 2-8 | 2-5  | 4-6 | 6-9  | 3-5  | 1-2  | 0-3 | 0-4  | 4-8   |      |
| - Victoire à domicile - Match nul - Victoire à l'extérieur |     |      |     |      |     |      |      |      |     |      |       |      |

## Phase finale

### Tableau
|  | Demi-finales                                       | Demi-finales                           | Demi-finales                           | Demi-finales                           |   |           | Finale                                 | Finale                                 | Finale                                 | Finale                                 |
|  |                                                    |                                        |                                        |                                        |   |           |                                        |                                        |                                        |                                        |
|  | 18 mai 2019, PdS Jauréguiberry, Toulon             | 18 mai 2019, PdS Jauréguiberry, Toulon | 18 mai 2019, PdS Jauréguiberry, Toulon | 18 mai 2019, PdS Jauréguiberry, Toulon |   |           | 25 mai 2019, PdS Jauréguiberry, Toulon | 25 mai 2019, PdS Jauréguiberry, Toulon | 25 mai 2019, PdS Jauréguiberry, Toulon | 25 mai 2019, PdS Jauréguiberry, Toulon |
|  | 1                                                  | Toulon ÉF                              | 6                                      | 6                                      |   |           | 25 mai 2019, PdS Jauréguiberry, Toulon | 25 mai 2019, PdS Jauréguiberry, Toulon | 25 mai 2019, PdS Jauréguiberry, Toulon | 25 mai 2019, PdS Jauréguiberry, Toulon |
|  | 1                                                  | Toulon ÉF                              | 6                                      | 6                                      |   |           | 25 mai 2019, PdS Jauréguiberry, Toulon | 25 mai 2019, PdS Jauréguiberry, Toulon | 25 mai 2019, PdS Jauréguiberry, Toulon | 25 mai 2019, PdS Jauréguiberry, Toulon |
|  | 4                                                  | Nantes MF                              | 4                                      | 4                                      |   |           | 25 mai 2019, PdS Jauréguiberry, Toulon | 25 mai 2019, PdS Jauréguiberry, Toulon | 25 mai 2019, PdS Jauréguiberry, Toulon | 25 mai 2019, PdS Jauréguiberry, Toulon |
|  | 4                                                  | Nantes MF                              | 4                                      | 4                                      | 1 | Toulon ÉF | 4 a. p.                                | 4 a. p.                                |                                        |                                        |
|  | 18 mai 2019, CS Philippe-Cattiau, Villeneuve-la-G. |                                        |                                        |                                        | 1 | Toulon ÉF | 4 a. p.                                | 4 a. p.                                |                                        |                                        |
|  |                                                    |                                        | 2                                      | ACCES FC                               | 3 | 3         |                                        |                                        |                                        |                                        |
|  | 2                                                  | ACCES FC                               | 2                                      | ACCES FC                               | 3 | 3         | 5 a. p.                                | 5 a. p.                                |                                        |                                        |
|  | 2                                                  | ACCES FC                               |                                        |                                        |   |           |                                        | 5 a. p.                                |                                        |                                        |
|  | 3                                                  | Kremlin-Bicêtre futsal                 | 4                                      | 4                                      |   |           |                                        |                                        |                                        |                                        |
|  | 3                                                  | Kremlin-Bicêtre futsal                 | 4                                      | 4                                      |   |           |                                        |                                        |                                        |                                        |

### Finale
| Titulaires :          |                         |  |
|                       |                         |  |
| 12                    | Ba El Maarouf Kerroumi  |  |
| 7                     | Ruben Brito Furtado     |  |
| 16                    | Nilton Tavarez          |  |
| 10                    | Thiago Souza            |  |
| 19                    | William Da Silva        |  |
|                       |                         |  |
| Remplaçants :         |                         |  |
| 1                     | Sergi Gomez             |  |
| 8                     | Farah Gouled            |  |
| 11                    | Soufyane El Hafyani     |  |
| 14                    | Kenedy Ofong Ubenga     |  |
| 17                    | Hugo Dos Santos Martins |  |
| 9                     | Celso Sanz Sendon       |  |
| 18                    | Valentin Albertini      |  |
|                       |                         |  |
| Entraîneur :          |                         |  |
| Karim Deman-Maraouani |                         |  |

| Titulaires :  |                      |  |
|               |                      |  |
| 16            | Moussa Diagouraga    |  |
| 2             | Sid Belhaj           |  |
| 11            | Souheil Mouhoudine   |  |
| 14            | Eduardo Mello Borges |  |
| 10            | Abdessamad Mohammed  |  |
|               |                      |  |
| Remplaçants : |                      |  |
| 12            | Riad Karouni         |  |
| 9             | Nelson Lutin         |  |
| 4             | Khalid Amzil         |  |
| 8             | Mohsen Belhihi       |  |
| 7             | Mehdi Djellali       |  |
| 17            | Mehdi Bouabdellaoui  |  |
| 1             | Clodoaldo Redivo     |  |
|               |                      |  |
| Entraîneur :  |                      |  |
| José Narvaez  |                      |  |

| Titulaires :          |                         |  |
|                       |                         |  |
| 12                    | Ba El Maarouf Kerroumi  |  |
| 7                     | Ruben Brito Furtado     |  |
| 16                    | Nilton Tavarez          |  |
| 10                    | Thiago Souza            |  |
| 19                    | William Da Silva        |  |
|                       |                         |  |
| Remplaçants :         |                         |  |
| 1                     | Sergi Gomez             |  |
| 8                     | Farah Gouled            |  |
| 11                    | Soufyane El Hafyani     |  |
| 14                    | Kenedy Ofong Ubenga     |  |
| 17                    | Hugo Dos Santos Martins |  |
| 9                     | Celso Sanz Sendon       |  |
| 18                    | Valentin Albertini      |  |
|                       |                         |  |
| Entraîneur :          |                         |  |
| Karim Deman-Maraouani |                         |  |

| Titulaires :  |                      |  |
|               |                      |  |
| 16            | Moussa Diagouraga    |  |
| 2             | Sid Belhaj           |  |
| 11            | Souheil Mouhoudine   |  |
| 14            | Eduardo Mello Borges |  |
| 10            | Abdessamad Mohammed  |  |
|               |                      |  |
| Remplaçants : |                      |  |
| 12            | Riad Karouni         |  |
| 9             | Nelson Lutin         |  |
| 4             | Khalid Amzil         |  |
| 8             | Mohsen Belhihi       |  |
| 7             | Mehdi Djellali       |  |
| 17            | Mehdi Bouabdellaoui  |  |
| 1             | Clodoaldo Redivo     |  |
|               |                      |  |
| Entraîneur :  |                      |  |
| José Narvaez  |                      |  |

## Meilleurs buteurs
| #  | Nom                        | Club             | Buts |
| -- | -------------------------- | ---------------- | ---- |
| 1  | Nilton Tavares de Pina     | Toulon Élite     | 28   |
| 2  | Fabricio Borges Dos Santos | Sporting Paris   | 22   |
| 3  | Landry N'Gala              | Garges Djibson   | 20   |
| 4  | Izavan Oliveira            | Béthune          | 19   |
| 5  | Nabil Echarif              | Beaucaire        | 18   |
| 6  | Souheil Mouhoudine         | ACCES FC         | 18   |
| 7  | Arthur Tchaptchet          | Sporting Paris   | 18   |
| 8  | José Manuel Fernandez      | Nantes Métropole | 17   |
| 9  | Ruben Brito Furtado        | Toulon Élite     | 16   |
| 10 | Youness Ahssen             | UJS 31 Toulouse  | 16   |

## Bilan de la saison
| Tableau d'honneur de la saison 2018-2019 |                                      |                      |                                         |
| Champion de France                       |                                      |                      |                                         |
| Toulon Élite Futsal                      |                                      |                      |                                         |
| Promotions et relégations                |                                      |                      |                                         |
| Relégués en Division 2                   | Beaucaire Futsal Bastia Agglo Futsal | Promus de Division 2 | Orchies Pévèle FC Toulouse Métropole FC |